# Amphipoea flavomaculata
Amphipoea flavomaculata är en fjärilsart som beskrevs av Heydemann 1932. Amphipoea flavomaculata ingår i släktet Amphipoea och familjen nattflyn. Inga underarter finns listade i Catalogue of Life.